# محمد الناهيري
محمد الناهيري (مواليد 29 أكتوبر 1991 بمدينة الجديدة) هو لاعب كرة قدم مغربي، يشغل مركز المدافع لصالح نادي الرجاء الرياضي و‌المنتخب المغربي.

## الإنجازات

### النادي
الفتح الرباطي
- كأس العرش (1): 2014
- البطولة الوطنية المغربية (1): 2016

 الوداد الرياضي
- كأس السوبر الأفريقي (1): 2018
- البطولة الوطنية المغربية (1): 2019

 الرجاء الرياضي
- كأس العرب للأندية الأبطال(1): 2020[3]

### المنتخب
المغرب للمحليين
- بطولة أمم أفريقيا للمحليين (1): 2018

## روابط خارجية
- محمد الناهيري على موقع الاتحاد الدولي (مؤرشف)  (الإنجليزية)
- محمد الناهيري على موقع قاعدة بيانات كرة القدم.إي يو (الإنجليزية)
- محمد الناهيري على موقع ناشيونال فوتبول تيمز (الإنجليزية)
- محمد الناهيري على موقع Soccerway.com (الإنجليزية)
- محمد الناهيري على موقع عالم كرة القدم.نت (الإنجليزية)
- معلومات محمد الناهيري على موقع كووورة